# Debate Soares-Cunhal
O debate Soares-Cunhal foi um debate, ocorrido no dia 6 de novembro de 1975, transmitido na RTP1, no programa "Responder ao País", em vésperas do 25 de novembro entre o então secretário-geral do Partido Socialista, Mário Soares e o então secretário-geral do Partido Comunista Português, Álvaro Cunhal. Este debate foi o primeiro da televisão portuguesa a ser transmitido e o mais longo de sempre, pois teve uma duração de 3 horas 40 minutos e 52 segundos, e foi moderado por José Carlos Megre e Joaquim Letria. Este debate também é considerado como o "pai dos debates".

## Antecedentes
|               |  |               |
| Mário Soares. |  | Álvaro Cunhal |

Devido ao clima político vivido pelo Processo Revolucionário em Curso (ou PREC), reunir na televisão os líderes dos principais partidos de esquerda do país era importante na tentativa de trazer consenso entre o Partido Socialista e Partido Comunista Português, na altura, antagónicos que, apesar de defenderem o socialismo para Portugal, o caminho traçado por cada um era completamente distinto.
Alguns meses antes, em julho, os dois secretários-gerais já se tinham encontrado frente-a-frente para um debate; no entanto, esse debate havia sido transmitido apenas na ORTF e para os telespetadores franceses.
De acordo com Joaquim Letria, numa entrevista concedida à revista Sábado, o jornalista foi obrigado a mentir para que Mário Soares e Álvaro Cunhal aceitassem o convite, dizendo a um que o outro já tinha aceite. Segundo o próprio, a dificuldade em reunir Soares e Cunhal obrigou a que esta estratégia fosse usada.

## O debate
O frente-a-frente teve dois blocos com um intervalo a meio, os jornalistas colocaram questões aos políticos na primeira parte e, na segunda, os oponentes puderam fazer perguntas um ao outro e responder livremente.
A conversa foi longa e densa. Falou-se de democracias ocidentais vs. democracias populares, de socialismo e liberdades, de revolução e contra-revolução, de reformas sociais, de liberdade de imprensa, de ódio e intolerância. O estúdio era cinzento, as mesas dos convidados feias, os discursos não tinham soundbytes como os conhecemos hoje e os jornalistas fumavam em direto - aliás, José Carlos Megre abriu as hostilidades com um cigarro aceso.
Foi neste debate que ficou conhecida a célebre frase "Olhe que não, olhe que não": Mário Soares acusou o líder do PCP de querer instituir uma ditadura em Portugal. Ao confrontado com esta afirmação, Cunhal disse «Olhe que não, doutor, olhe que não», a frase foi proferida sensivelmente meia hora após o início da emissão e a mesma acabaria por entrar no léxico político nacional.
Durante a segunda parte do debate, um dos moderadores do debate, José Carlos Megre, anunciou que junto da sede central do Partido Socialista, na Rua da Emenda, tinha rebentado um petardo, mas que não provocou quaisquer estragos. 
Apesar da hora avançada em que o debate terminou (perto da 1h30 da madrugada), num dia útil (quinta-feira), cerca de três milhões de portugueses seguiram o debate pela televisão e pela rádio, de acordo com uma estimativa do Jornal de Notícias da época e, segundo o jornal A Luta, as ruas "despovoaram-se completamente” e só duas das então 20 salas de cinema de Lisboa tinham números de “assistência normal". Um dos moderadores do debate, José Carlos Megre, acredita que "foi o programa mais visto de sempre da televisão portuguesa".

## Legado
Algumas horas após o fim do debate, às 4h40, um grupo de 60 paraquedistas, por ordem do primeiro-ministro Pinheiro de Azevedo e do Conselho da Revolução, bombardeou os emissores de onda média da Rádio Renascença, ocupada pela extrema-esquerda.
Algumas semanas depois, estas duas perspetivas iriam traduzir-se nos acontecimentos do 25 de Novembro.
O debate foi recriado 22 anos depois, em 1997, no Instituto de Defesa Nacional, transmitido pela SIC e reposto na RTP1 nos dias 7 e 8 de janeiro de 2017, aquando a morte de Mário Soares.

## Na cultura popular

### Literatura
- «Olhe que não, olhe que não!» Os dois debates televisivos de 1975 entre Mário Soares e Álvaro Cunhal (2020, Tinta da China), de José Pedro Castanheira e José Maria Brandão de Brito.[18]

### Televisão
- Depois do Adeus (2013) - tema do episódio 12[19]